# La Estrella (ort i Spanien, Kastilien-La Mancha)
La Estrella är en ort i Spanien.   Den ligger i provinsen Toledo och regionen Kastilien-La Mancha, i den centrala delen av landet, 140 km sydväst om huvudstaden Madrid. La Estrella ligger 551 meter över havet och antalet invånare är 353.
Terrängen runt La Estrella är platt åt sydväst, men åt nordost är den kuperad. Runt La Estrella är det glesbefolkat, med 9 invånare per kvadratkilometer. Närmaste större samhälle är El Puente del Arzobispo, 14,1 km nordväst om La Estrella. Trakten runt La Estrella består i huvudsak av gräsmarker.